# Apostolado del Museo del Greco
El Apostolado del Museo del Greco es uno de los dos apostolados realizados por el Greco y su taller que han llegado completos hasta nuestros días, junto con el Apostolado de la catedral de Toledo.

## Los apostolados realizados por el Greco y su taller
A partir de hacia 1600, el Greco y su taller pintaron varios conjuntos de lienzos representando a Jesús como Salvator Mundi y a sus apóstoles. No es exacto llamar "apostolados" a dichas series, ya que en todas san Pablo substituye a Matías y, en otra, Bartolomé substituye a Lucas. En los conjuntos que se han conservado enteros, seis discípulos aparecen mirando a la derecha, seis a la izquierda, y Jesús siempre aparece en posición frontal, en actitud de bendición. Ello sugiere la colocación en una habitación rectangular: Cristo ocuparía el testero, y los discípulos —en grupos de seis— estarían en los dos muros laterales.
Los apostolados del Greco responden a dos modelos distintos: 

### Apostolados del tipo-I
Este modelo comprende los dos apostolados completos —que incluyen el Salvator Mundi— con figuras de tres cuartos y de formato mayor que los del otro tipo. Ambos conjuntos son similares en tamaño, tipos e iconografía, y con cierta intervención del taller en varias piezas. Según Álvarez Lopera, el de la Catedral de Toledo sería el primero de estos ellos, y el del Museo del Greco estaría inacabado a la muerte del maestro. Según Pérez Sánchez, sería lo contrario: el del Museo del Greco sería el modelo en el cual se basaría el de la Catedral.
Tal vez hubo otro apostolado completo más antiguo, al que pertenecían obras como el San Juan Evangelista (Museo del Prado), que tiene la misma tipología, pero su técnica parece de unos 20 años anterior.

### Apostolados del tipo-II
El taller del Greco —con intervención del maestro— produjo otros apostolados de menor formato, representando solamente el busto de los personajes. A la muerte del Greco, quedaba en su taller un conjunto completo, seguramente el que dejó Jorge Manuel Theotocópuli al Hospital de Tavera. Es posible que este conjunto fuera el Apostolado de Almadrones, o tal vez el Apostolado de San Feliz.
1. El Apostolado de Almadrones ha llegado hasta la actualidad incompleto y disperso en varias localizaciones.
2. El Apostolado de San Feliz sigue completo, exceptuando el Salvator Mundi.
3. Parece que unos lienzos representando a apóstoles de medio cuerpo, anteriormente en el Convento de la Natividad y San José —citados por Ponz y por Ceán Bermúdez— son los que formaron el llamado Apostolado Henke, actualmente disperso, y considerado obra del taller.[5]
4. El Apostolado Arteche estaba formado por lienzos de unos 36 x 26 cm. Tras su venta, las obras se dispersaron, pero hoy se conoce el paradero de al menos ocho.[6] Según Gudiol, son obras de ejecución rápida pero delicada, algunos con las iniciales delta (δ) y theta (θ) a modo de firma.[7] Según Pérez Sánchez, son obras tardías, copiando modelos del maestro, y con técnica torpe y colorido opaco.[2]
5. Hay referencias de otros apostolados, que no se identifican con certeza. Mayer intentó la reconstrucción de algunas series incompletas, a partir de obras sueltas, pero ni sus dimensiones, ni la técnica, ni su tipología permitieron reconstituciones satisfactorias.

## El apostolado del Museo del Greco
Comprende trece lienzos, con el Salvator Mundi y los apóstoles canónicos, salvo san Lucas y san Matías, pero incluyendo a san Pablo y a san Bartolomé. Los cambios más importantes respecto del Apostolado de la Catedral son:
- Santiago el Mayor lleva un cayado de peregrino en su mano izquierda en lugar de un libro.
- Santo Tomás sostiene una lanza en lugar de la escuadra de carpintero, y viste manto azul sobre una túnica rojo-anaranjada.
- San Lucas es substituido por san Bartolomé, con lo cual el Greco creó una figura única en todo su corpus pictórico.
- Las figuras son más plenas, su factura es más sintética, y con más distorsiones expresivas.[8]

Esta serie es muy importante porqué permite conocer el proceso técnico de la creación de sus pinturas, desde el esbozo inicial de un cuadro hasta la obra acabada. La participación del taller, está a menudo limitada al ropaje y —a veces— a los símbolos y a las manos. Las piezas acabadas son: el Salvador, san Pablo y san Pedro. Por contra, san Bartolomé parece en una fase inicial, sin veladuras en el ropaje, y con la mano derecha realizada por un ayudante. San Mateo, san Andrés y san Judas están en una segunda fase, con la primera veladura de color en el ropaje. Más avanzados están Santiago el Menor, san Juan y san Felipe. Prácticamente acabados están santo Tomás y Santiago el Mayor. Una pieza desconcertante es san Simón, de colorido negruzco y de concepción mediocre, probablemente obra de taller. Cabe señalar que las obras inacabadas no son, por ello, las menos bellas o menos importantes.

## Composición del apostolado del Museo del Greco
Los trece lienzos del apostolado constan con las referencias de 173 a 185 en el catálogo razonado de Harold Wethey, especializado en el Greco.
- Pintura al óleo sobre lienzo;
- Miden aprox. 100,5 x 80,5 cm.;
- Datación: ca. 1610-1614.

### Salvator Mundi
- 104 x 80,2 cm.; Catálogo Wethey: n º. 173.
- Firmado con las letras griegas iniciales en cursiva: δομήνικος θεοτοκóπουλος ε'ποíει.

La figura del Salvador se presenta frontal, como en los iconos, y apoyando su mano izquierda en el globo del mundo. Es la única figura del Apostolado que mira de frente al espectador, al contrario que los apóstoles, quienes miran hacia la figura del Salvador y casi parecen conversar entre sí. La versión del Museo del Greco se considera la más majestuosa de las que se conservan, se encuentra firmada, y. es una de las obras completamente acabadas del conjunto. La posición frontal es casi bizantina, pero su mano derecha levantada coincide con la bendición latina, como en el mosaico de Monreale. Viste una túnica rosa y paños azules, y su nimbo romboidal lo distingue de los Apóstoles.
Como observó Camón Aznar, el Greco supo asociar maravillosamente las imágenes del Pantocrátor bizantino con los modelos de la escuela veneciana, especialmente con el Cristo bendiciente de Tiziano, actualmente en el Museo del Hermitage.

### Bartolomé el Apóstol
- 100,4 x 80,4 cm.; Catálogo Wethey: n º. 175.

San Bartolomé es una figura única dentro de este conjunto, que no aparece en los otros apostolados conocidos. Aquí substituye a san Lucas, sin que se sepan las razones. Es una obra inconclusa, y el personaje presenta un tono espectral, de mirada alucinada, envuelta en un ropaje blanco, que tal vez fuera la base para un acabado final no realizado. Pero el efecto es realmente sorprendente, siendo una de las figuras más impresionantes de todo el corpus pictórico del maestro. En su mano derecha sostiene el cuchillo con que fue desollado y con la izquierda, a sus pies, sujeta con una cadena al demonio cuyas tentaciones venció.

### Andrés el Apóstol
- 100,7 x 80,6 cm.; Catálogo Wethey: n º. 174.

San Andrés está representado mirando hacia la izquierda. Sostiene con su mano derecha la Cruz de San Andrés, mientras alza su mano izquierda en un gesto indeterminado. Viste una túnica azul y manto verde. Los estudios técnicos permiten situar esta obra, junto con las de san Judas Tadeo, san Mateo, san Felipe y san Simón, en un estado inacabado de ejecución, dejando visible la imprimación ocre de la tela. Tanto el personaje como la Cruz dan una impresión casi espectral.

### Mateo el Evangelista
- Catálogo Wethey: n º. 180.

El personaje sostiene un libro abierto en su mano izquierda, y una pluma de ave en la derecha, La amplia túnica azul contrasta con los paños rosa, que irradian reflejos blancos en la zona derecha del lienzo. Se trata de una de las obras menos acabadas de la serie, ya que la cara, barba, manos, manto y libro, están sólo parcialmente realizados.

### Santiago el Mayor
- Catálogo Wethey: n º. 176.

Lleva un corto bastón de peregrino en la mano izquierda y gesticula con la palma horizontal de la derecha. Es muy hermoso el colorido de la túnica azul pálido y el manto verde vivo, que contrastan con el fondo castaño.

### Juan el Evangelista
- Catálogo Wethey: n º. 178.

San Juan, el más joven de los apóstoles y predilecto del Señor, es una de las figuras más bellas de este Apostolado. En este cuadro el pequeño dragón representa el veneno, al que señala mientras mira hacia otro de los apóstoles. Es muy agradable el colorido del manto rosa, realzado con luces blancas, sobre una túnica verde con reflejos amarillos. La cabeza, la mano derecha y el cáliz, deben ser obra de taller.

### San Judas Tadeo
- 100,6 x 80,8 cm.; Catálogo Wethey: n º. 179.

El santo es representado anciano, ligeramente inclinado hacia la izquierda, sosteniendo con ambas manos la alabarda de su martirio, Viste túnica azul y un manto amarillo casi anaranjado. La figura está apenas esbozada, dejando zonas con la imprimación al descubierto. Las manos y la barba están inacabadas, pero el efecto general es impresionante. La mirada de su ojo izquierdo es de una gran penetración.

### San Pedro
- 100,5 x 80,4 cm.; Catálogo Wethey: n º. 182.
- Firmado con las letras griegas iniciales en cursiva: delta (δ) y theta (θ)

Siguiendo la tradición iconográfica, san Pedro es representado con el cabello y la barba blanca, portando en su mano izquierda las llaves de san Pedro, que son su atributo más antiguo, mientras lleva la derecha a su pecho. Es representado casi de frente, con mirada ensoñadora y ausente, vistiendo túnica azul y manto anaranjado. Es una figura monumental, a la que el tratamiento de los paños confiere una gran solidez.

### Santiago el Menor
- Catálogo Wethey: n º. 177.

Este santo es representado a veces con vestiduras episcopales y el báculo. También se le puede representar con la maza curva de su martirio. Aquí es representado con un libro en su mano izquierda, lo que ha hecho más complicada su identificación. Con la derecha realiza un gesto dialogante, mirando hacia el compañero de su diestra. Los paños son de un color azul pálido sobre túnica amarilla. 

### Felipe el Apóstol
- Catálogo Wethey: n º. 183.

La manga del brazo izquierdo tiene un hermoso azul luminoso, pero los paños amarillos con sombras rojas se han oscurecido. San Felipe sostiene la gran cruz -que es su atributo más habitual-, cuyo travesaño queda cortado por el marco del lienzo. El personaje muestra un gesto de comunicación hacia un compañero, a su izquierda. Como los lienzos de San Andrés, San Mateo, San Judas Tadeo y San Simón, esta obra parece inacabada.

### San Pablo
- 100,4 x 81 cm.; Catálogo Wethey: n º. 181.[17]
- Firmado con letras griegas en cursiva en el puño de la espada: δομήνικος θεοτοκóπουλος ε'ποíει

Este lienzo es el único concluido por el maestro. En todas sus series, el Greco incluye a san Pablo substituyendo a san Matías, ya que, pese a no ser uno de los Apóstoles canónicos, se autoproclamó "Apóstol de los gentiles". Es una de las imágenes más bellas de los apostolados, que repitió casi sin variantes. San Pablo viste túnica verdosa y manto rojo-anaranjado. Su rostro es muy alargado, nariz afilada, barba cana partida en dos y frente despejada, casi calvo. Con su mano izquierda muestra un papel con el principio de su Epístola a Tito: "A Tito primer obispo ordenado de la iglesia de los cretenses", mientras que con su mano derecha sostiene la espada con que fue decapitado, y con la que se le asocia desde el siglo XIII.

### Tomás el Apóstol
- Catálogo Wethey: n º. 185.

Las imágenes aisladas de san Tomás son infrecuentes. Habitualmente es representado llevando como atributo el cinturón de la Virgen, que alude a su incredulidad sobre la Asunción de María, o una escuadra de carpintero, alusiva a un palacio celestial que construye. La lanza que porta en este cuadro —en su mano izquierda— se refiere a su martirio por parte de sacerdotes hindúes. En este lienzo, el Greco abandonó la combinación cromática de las otras obras, y representó al santo con un manto azul pálido sobre túnica rojo-anaranjada, con virajes castaños en las sombras.

### Simón apóstol
- Catálogo Wethey: n º. 184.

La concepción de este santo es la más confusa del conjunto, ya que su único atributo es un libro abierto que sostiene con las dos manos, hacia el lado izquierdo del lienzo. Por ello, ha sido confundida con san Mateo, que también sostiene un libro. El personaje viste túnica azul, que contrasta con los paños amarillos. La barba y la cabeza están inacabados, apareciendo la imprimación oscura.